# Estación de Richelieu - Drouot
La estación de Richelieu - Drouot es una estación del metro de París situada en el límite de los distrito II y IX de la ciudad. Pertenece a las líneas 8 y 9.

## Historia
La estación de metro se abrió al público el 30 de junio de 1928. A la misma llegaron de forma simultánea las líneas 8 y 9 ya que en ese tramo fueron construidas a la vez situándolas una por encima de la otra.
Ante el paulatino aumento de número de viajeros que usaban el metro parisino fue la primera estación de la red con andenes de 105 metros para poder acoger convoyes de hasta siete coches de pasajeros.
La estación debe su nombre al militar francés Antoine Drouot, hombre de confianza de Napoleón, y al Cardenal Richelieu, por dos de las calles que se cruzan en el entorno de la estación.

## Descripción
En los accesos que unen las estaciones de la línea 8 y 9 se encuentra un monumento dedicado a la memoria de los trabajadores de la antigua compañía del ferrocarril metropolitano de París, la actual RATP, fallecidos por Francia. La obra que data de 1931 fue realizada por el escultor francés Carlo Sarrabezolles. Está realizado de mármol negro y muestra a una cariátide, que se sitúa en el centro de la obra sujetando con sus brazos una estructura semicircular. A sus lados, los nombres grabados de los trabajadores fallecidos durante la Primera Guerra Mundial, más abajo, en la base, aparecen los nombres de los escenarios principales del conflicto. Por último, tras la Segunda Guerra Mundial se añadió la palabra Liberation (liberación) para recordar el papel de los trabajadores del metro en la resistencia a la ocupación nazi.

### Estación de la línea 8
Se compone de dos andenes laterales y de dos vías. Sigue el estilo clásico retomado por Motte en los años 70 con un claro predominio de los azulejos blancos biselados, limitando el color, en este caso un azul oscuro, a las estructuras que se encargan de iluminar la estación y a la zona de asiento.

### Estación de la línea 9
Su diseño y estructura es idéntico al de la línea 9 cambiando el azul por el naranja.